# Ekhorva göl
Ekhorva göl är en sjö i Uppvidinge kommun i Småland och ingår i Alsteråns huvudavrinningsområde.